# Hao Junmin
Hao Junmin (chin. upr. 蒿俊闵, chin. trad. 蒿俊閔, pinyin Hāo Jùnmǐn; ur. 24 marca 1987 w Wuhanie) – chiński piłkarz występujący na pozycji pomocnika. Zawodnik klubu Shandong Luneng.

## Kariera klubowa
Hao zawodową karierę rozpoczynał w 2004 roku w zespole Tianjin Kangshifu z Chinese Super League. W tych rozgrywkach zadebiutował w sezonie 2004. Pełnił wówczas rolę rezerwowego i rozegrał wówczas 10 ligowych spotkań, a także zdobył 1 bramkę. Od sezonu 2005 Tianjin Kangshifu występował pod nazwą Tianjin Teda. Od tamtego sezonu Hao stał się również podstawowym graczem tego zespołu. Na koniec sezonów 2005 oraz 2008 zajmował z klubem 4. miejsce w lidze. Przez 6 sezonów w barwach Tianjin rozegrał 132 spotkania i zdobył 16 bramek.
W styczniu 2010 roku Hao odszedł do niemieckiego FC Schalke 04. W Bundeslidze zadebiutował 21 lutego 2010 roku w przegranym 1:2 meczu z VfL Wolfsburg. W tym samym roku wywalczył z zespołem wicemistrzostwo Niemiec.

## Kariera reprezentacyjna
W reprezentacji Chin Hao zadebiutował 3 sierpnia 2005 roku w zremisowanym 2:2 towarzyskim meczu z Japonią. W 2008 roku wraz z drużyną Chin U-23 wziął udział w Letnich Igrzyskach Olimpijskich, które zakończył z nią na fazie grupowej.
W 2011 roku został powołany do kadry na Puchar Azji.